# Chlorocypha seydeli
Chlorocypha seydeli là loài chuồn chuồn trong họ Chlorocyphidae. Loài này được Fraser mô tả khoa học đầu tiên năm 1958.